# Pelargonium zonale
Espèce
Classification phylogénétique
Pelargonium zonale est une espèce de Pelargonium de la famille des Geraniaceae, croissant à l'état sauvage au sud et à l'est de l'Afrique du Sud.
C'est un des ancêtres de la lignée d'hybrides, nommée Groupe zonal, constituée de pélargoniums horticoles à feuilles zonées, communément utilisés pour les potées sur le bord des fenêtres et les terrasses. Dans la langue commune, ces hybrides sont généralement nommés « géraniums des fleuristes » ou « géraniums zonés ».

## Étymologie et histoire
Le nom générique Pelargonium, en latin scientifique, dérive du grec pelargós (πελαργός), désignant la cigogne, la forme de leur fruit évoquant le bec de l'échassier. L'épithète spécifique zonale  est la forme fléchie neutre du latin zonalis « relatif à la zone », en référence à la zone brune sur la feuille.
Le Pelargonium zonale fut collecté par Hendrik Oldenland durant l'année 1689 au col de Meiringspoort en Afrique du Sud. Il fut envoyé en Europe et notamment à la duchesse de Beaufort en Angleterre.
L'espèce a été décrite par le botaniste hollandais Jan Commelijn (1629-1692) et illustrée par une aquarelle de Maria Moninckx dans le Jardin médicinal d'Amsterdam Horti medici Amstelodamensis.

## Description

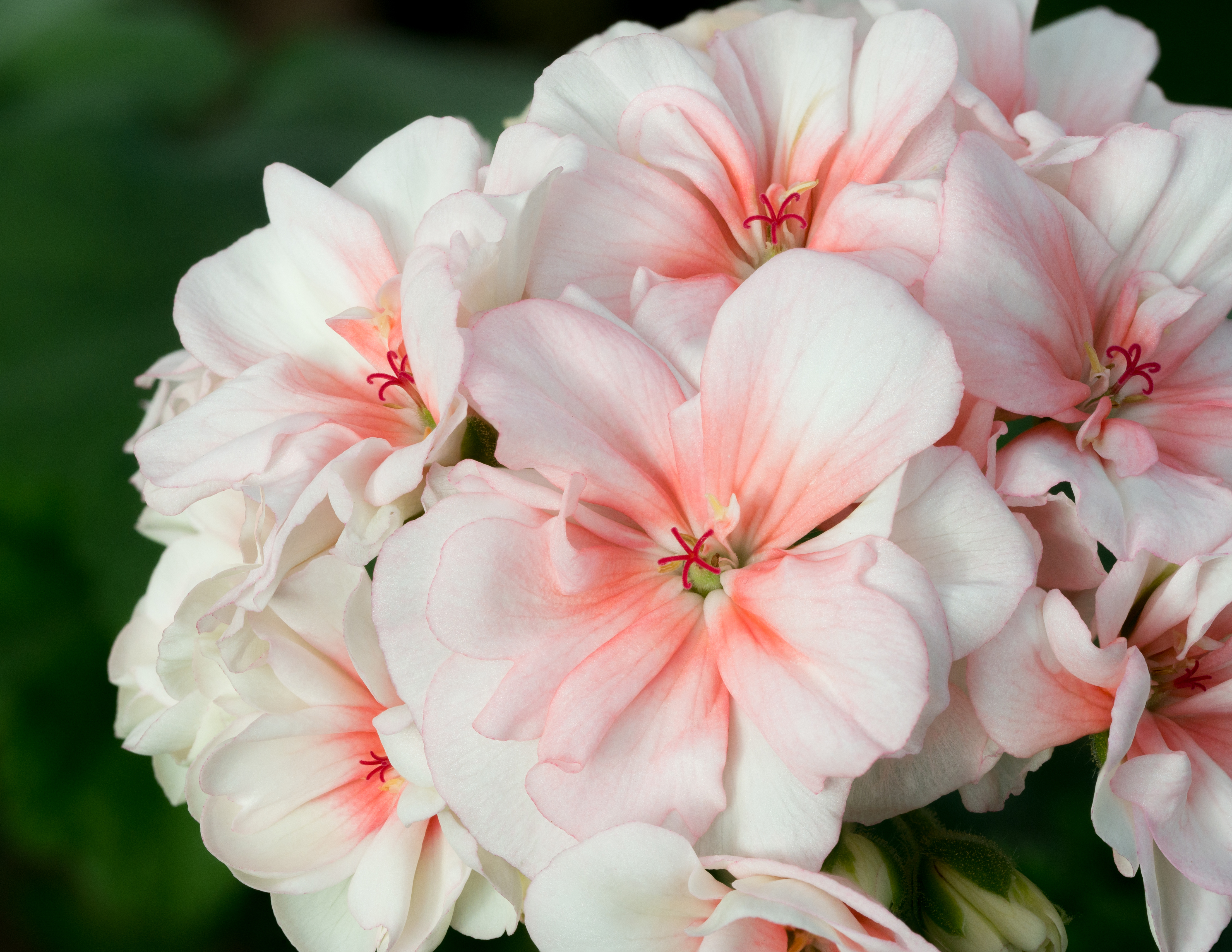
Fleurs de Pelargonium zonale au jardin botanique de l'Université de Ljubljana.

Pelargonium zonale est à l'état sauvage un sous-arbrisseau d'environ 1 m de haut, mais pouvant aussi ramper sur le sol. Les tiges semi-succulentes se lignifient en vieillissant.
Les feuilles sont cordiformes, à marge crénelée, en général traversées par une bande annulaire brune, de 2 à 8 cm de diamètre. Le pétiole fait environ 5 cm et les stipules sont assez grandes et membraneuses.
L'inflorescence est une pseudo-ombelle, portant jusqu'à 50 fleurs. Celles-ci sont généralement rose pale, parfois blanches ou rouges. Les pétales oblancéolées, veinés de trainées sombres, sont plus ou moins de tailles semblables, les 2 supérieurs érigés, les 3 inférieurs étalés. Il y a 7 étamines fertiles et 2 très courtes.
En Afrique du Sud, la floraison se fait toute l'année, avec un pic au printemps (septembre-octobre dans l'hémisphère sud).

## Répartition
Cette espèce croît de l'est à l'ouest de la province du Cap, dans le KwaZulu-Natal, en Afrique du Sud.

## Hybridation

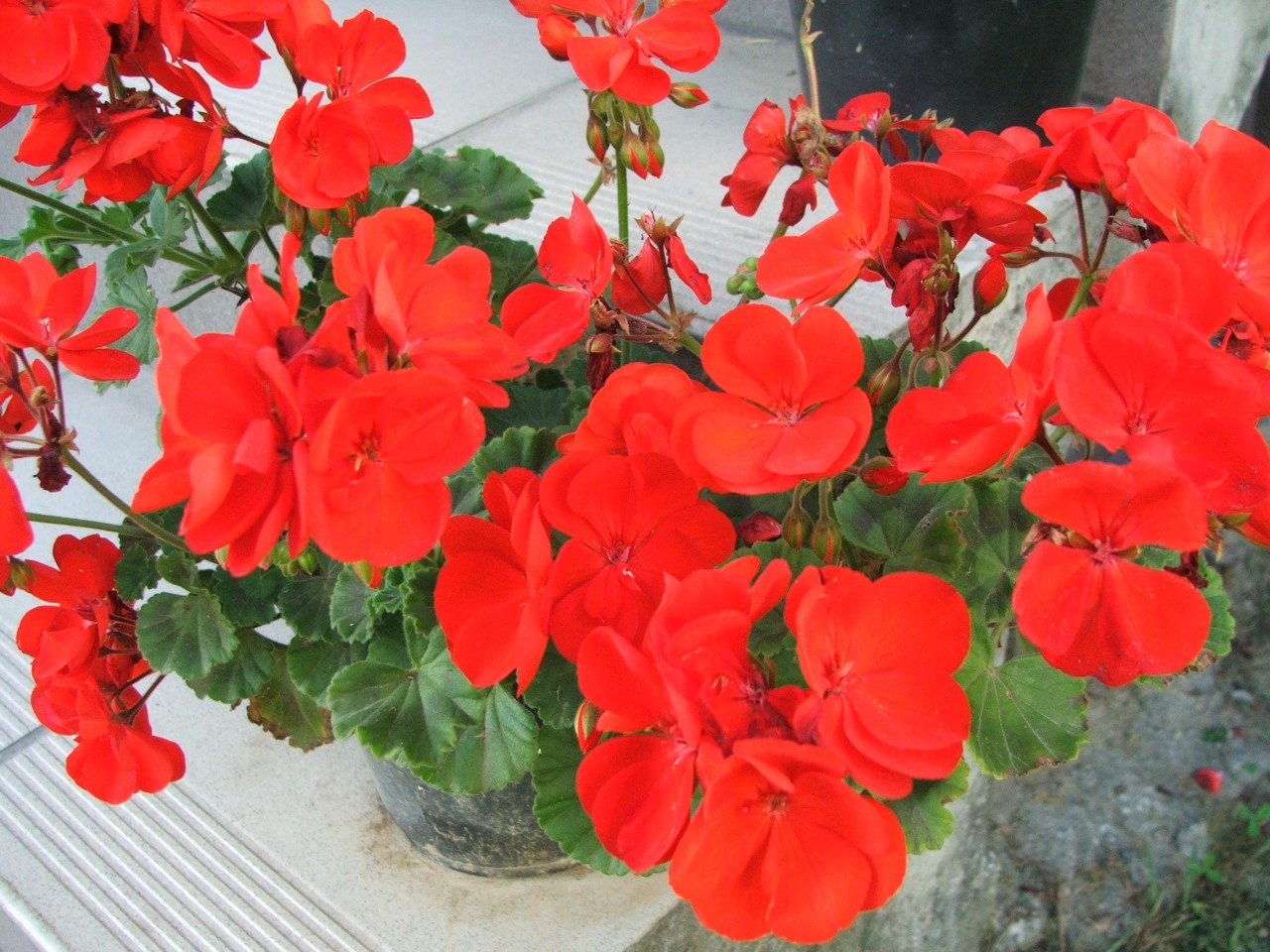
Géraniums des fleuristes du groupe zonal : un hybride nommé Pelargonum ×hortorum.

Le Pelargonium zonale est impliqué, avec d'autres espèces, dans la dérivation de l'abondante lignée d'hybrides, connue sous le nom de « Groupe zonal des pélargoniums », ou Pelargonium ×hortorum. Très malencontreusement, ce genre de cultivar est habituellement désigné comme « géranium zonal(e) », au risque d'une confusion avec l'espèce sauvage.
En effet, sur le plan botanique, il faut distinguer les « pélargoniums hybrides à feuilles zonées » (ou groupe zonal) de l'espèce sauvage, actuellement nommée Pelargonium zonale ou du temps de Linné Geranium zonale.
Ainsi, la série des Scarlet s'obtient par des fécondations opérées sur P. zonale, à l'aide pollen récolté soit sur d'autres variétés de cette même espèce soit sur les espèces différentes mais voisines. La variété François Desbois comporte des fleurs avec un petit disque rayonnant sur un fond blanc.

## Synonyme
D'après Tropicos:
- Geranium zonale L. , le basionyme